# Fatumanongi
Fatumanongi – wysepka należąca do Tonga, leżąca w Archipelagu Haʻapai. Położona jest na północny wschód od stolicy państwa – Nukuʻalofy.